# Királyrét (Magyarország)
Királyrét Szokolya külterületi településrésze. A Börzsöny legmagasabban fekvő és legkisebb medencéjében helyezkedik el.

## Fekvése
Itt egyesül a Szén-patak, a Bagoly-bükki-patak és a Nagy-Vasfazék-patak (Királyréti-patak), létrehozva a Török-patakot (Morgó-patak).

## Leírása
A majdnem háromszög alakú medencét 350–550 méter magas hegyek veszik körül. Szokolyával a 473 méter magasságú Pap-hegy és a 359 méter magas Várhegy között kanyargó Morgó-patak völgye köti össze.
A Szokolya felől közúton és kisvasúttal egyaránt megközelíthető Királyrét a Börzsönybe irányuló túrák kiindulópontja, mivel legkönnyebben innen érhetők el a hegység csúcsai és sítelepei.

## Története
A középkorban az uralkodók vadászkastélya állt itt. Zsigmond magyar király és Albert király szász bányászokat telepített a medencébe, s ezáltal évszázadokon át folyt itt a vasércbányászat. A későbbiekben az Esterházy-uradalomhoz tartozó területen a kitermelt ércet a vízenergiával működtetett vaskohó és hámor dolgozta fel. Ez a tevékenység több okból – a vízenergia elégtelensége, az uradalom átszervezése, az udvar vámpolitikája miatt – 1793-ra megszűnt; a hámort később fafűrészelésre használták. 1803-ban több német család telepedett le a településen.
1892-ben a birtok gróf Francken Sierstorpff Henrik tulajdonába került. Ő építtette ki az erdei vasutat a kitermelt fa elszállítására. Az I. világháború után a birtok és a vasút tulajdonosa Czeczoviczka Emil, később az Angol-Magyar Bank, majd Hoffer Cuno lett. Utóbbi változtatta a birtok nevét Jánospusztai Uradalom és Ipartelepek Rt.-ről Királyréti Uradalom és Ipartelepek Rt.-re; a lakott terület 1926. március 26-án kapta mai nevét.
Az államosítások után a terület a Budapesti Tanács üdülője lett. 1999-ben jött létre a szálloda és turistaszálló.

## Képek

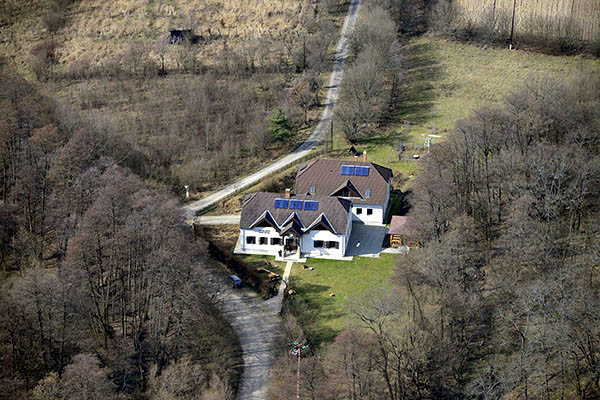
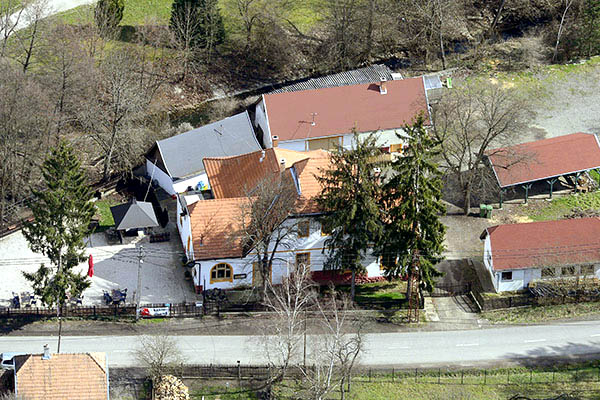
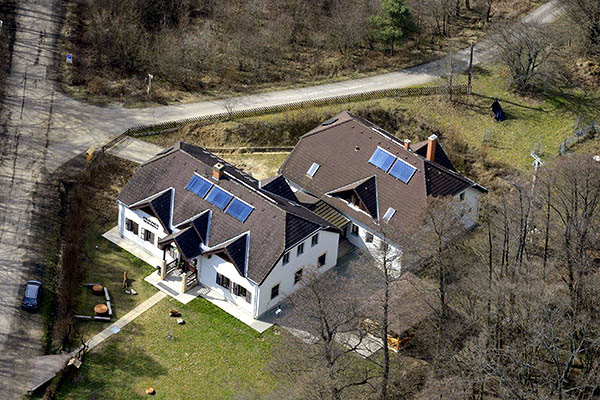
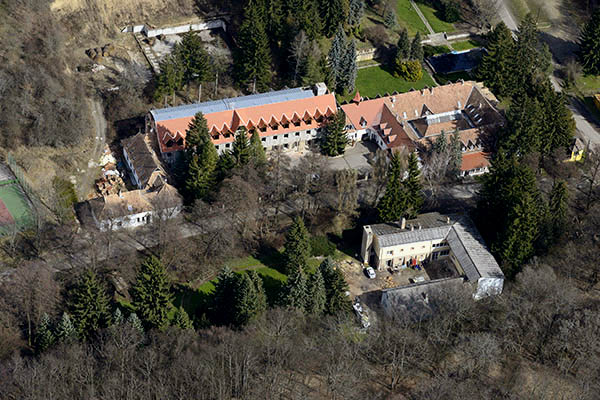
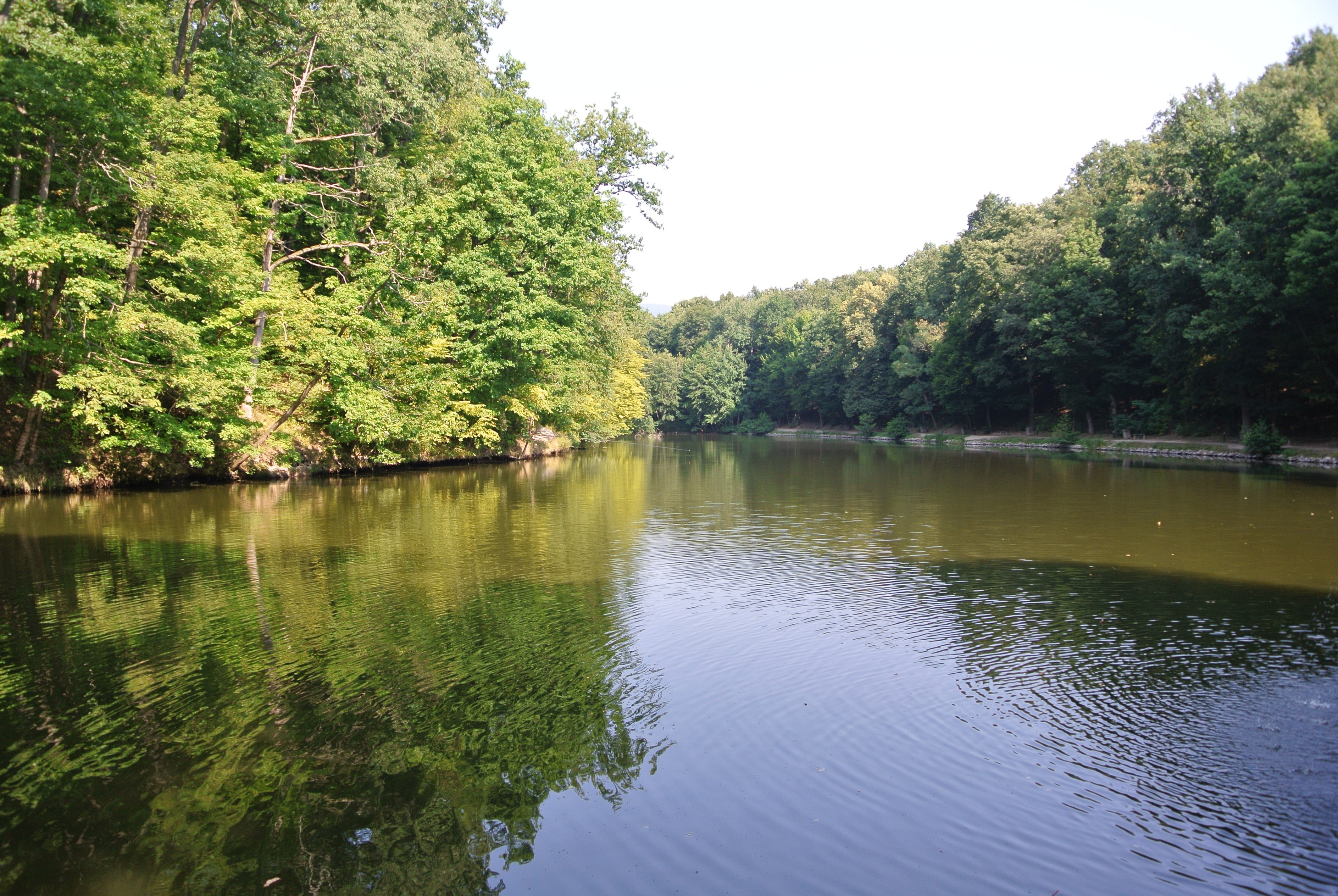
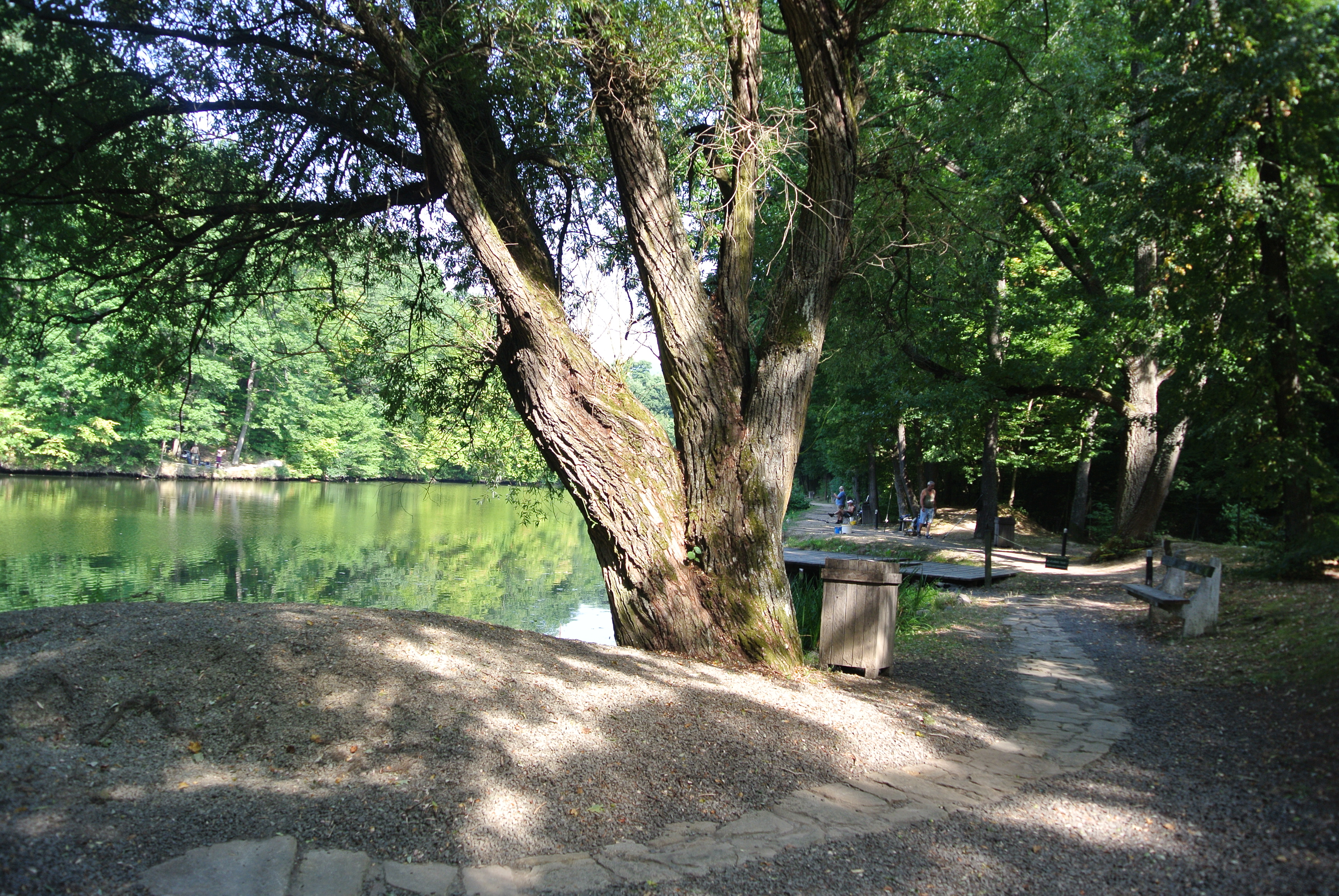
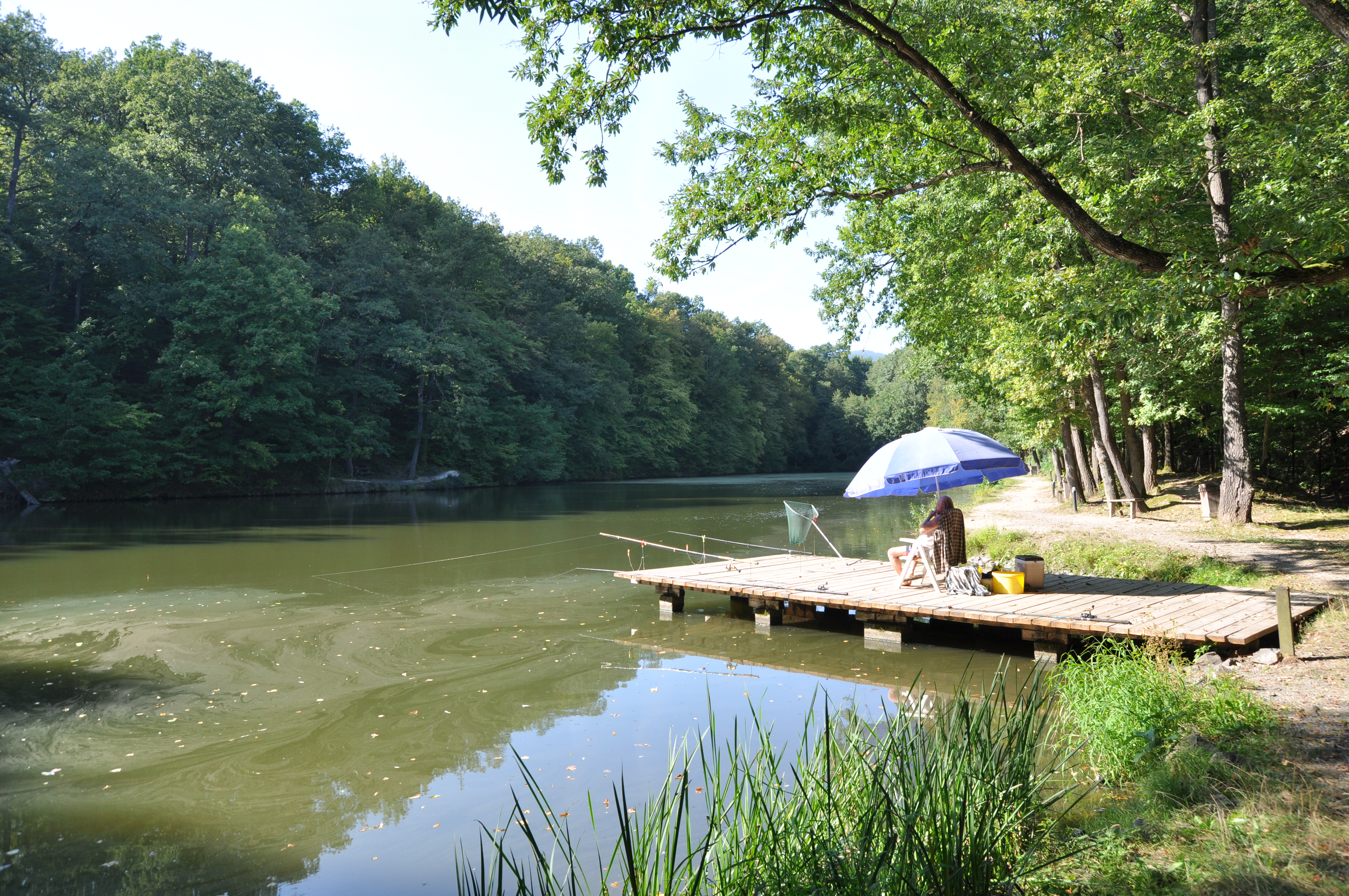

## Népessége
A 2011-es népszámlálás adatai szerint a településrész 22 lakását összesen 32 fő lakta.

## Közlekedés
Királyrét közúton Kismarosról Szokolyán keresztül érhető el, a 12-es főútból kiágazó 12 103-as úton. Közösségi közlekedéssel szintén Kismarosról helyközi autóbusszal vagy a Királyréti Erdei Vasút járataival közelíthető meg.

## Turizmus
- Itt található a Hiúz Ház - Erdei Iskola és Látogatóközpont, a Duna-Ipoly Nemzeti Park Igazgatóság bemutatóhelye.
- Turisztikai jelentőségű a Királyréti Erdei Vasút, amely Kismarosról Szokolyán át Királyrétre közlekedik.
- Az erdei vasút közelében található a Királyréti Hajtánypálya, ahol sínbiciklik kipróbálására nyílik mód.
- Itt található a Királyréti-horgásztó és felette a Bajdázó-tó.